# جلاء الاذهان و جلاء الاحزان
تفسیر جلاء الاذهان و جلاء الاحزان از تفاسیر فارسی قرآن در قرن هشتم هجری می‌باشد که پس از مقدمه مؤلف در هفت فصل به تفسیر پرداخته‌است.

## مؤلفان
دربارهٔ مؤلف این تفسیر اختلاف وجود دارد. در دانشنامه جهان اسلام آمده‌است که این تفسیر از دو بخش تشکیل شده‌است. حدود نیمی از ان به همت ابوالمحاسن حسین بن حسن جرجانی نگارش شده و تفسیرش را جلاء الاذهان و جلاء الاحزان نامگذاری کرده‌است و بخش دوم آن توسط سید غیاث الدین جمشید زواره ای که معروف به سیدگازر می‌باشد تکمیل شده‌است، لذا به تفسیر گازر نیز معروف می‌باشد. ابن یوسف شیرازی نیز بر این باور است که مؤلف جرجانی تفسیرش را خود تمام نکرده‌است و سیدگازر بخش دوم آن را نوشته‌است.
متأسفانه دربارهٔ زندگی جرجانی مؤلف اطلاعات زیادی در دسترس نیست. افندی متوفی ۱۱۳۰ هجری قمری برای اولین بار در کتاب خود نام وی را آورده و او را فاضل، عالم، محدث، مفسر و ز مشاهیر شیعه معرفی کرده‌است.
سیدغیاث الدین جمشید زواره ای که تاریخ نویسان همچنین وی را به مولی جمشید ازواری و میرزا جمشید یاد کرده‌اند از محدثان و مفسران شیعی می‌باشد که به سید گازر معروف است. وی در نیمه دوم قرن نهم هجری و اوایل قرن دهم هجری زندگی میکرده و تاریخ وفات وی مشخص نیست.

## نگارش
این تفسیر دارای مقدمه ای در هفت فصل می‌باشد شامل معنای قران و تفسیر آن، اقسام آیات قرآن، نامهای قرآن، ثواب قرائت قرآن، فضل علم قرآن و معنای تفسیر، تاویل و استعاذه می‌باشد. و پس از آن مفسر در تفسیر قران ابتدا به مکی بودن یا مدنی بودن آن اشاره می‌کند تا مخاطب با فضای کلی سوره آشنا شوند سپس یک یا چند آیه را ذکر می‌کند و با استناد به روایات وارده از صحابه به ترجمه و تفسیر آن می‌پردازد. مؤلف همچنین مطالب تاریخی را ضمن آیات بیان کرده‌است و در مواقعی به اختلافات قرائت آیات پرداخته‌است. تفسیر گارز را خلاصه تفسیر ابوالفتوح دانسته‌اند زیرا از ابتدا تا انتهای آن از عین عبارات تفسیر رازی می‌باشد و در موارد معدودی با تغییرات جزئی و تغییر عبارات آمده‌است.

## هدف مؤلف
جرجانی در کتابش هدف از تألیف تفسیرش را اینطور بیان می‌کند که تفاسیر موجود به زبان عربی بوده‌اند و مردم عادی نمی‌توانسته‌اند از آن استفاده کنند، و تفاسیر فارسی یا خیلی مختصر بوده‌اند یا اگر طولانی بوده‌اند از اعراب و لغت و اختلاف قرائت و مفسران را آورده‌اند که برای مردم عادی مفید نبوده‌است.

## ویژگی‌ها و اشکالات
از ویژگی‌های این تفسیر علاوه بر خلاصه و موجز بودن آن، بکار بردن نثر شیوا و جذاب بوده آن بوده‌است. از ایراداتی که در این تفسیر وجود دارد اسرائیلیات و روایاتی است که ریشه در اندیشه یهود که غالباً از علمای یهودی مسلمان شده از جمله کعب الاحبار نقل شده‌است. اگرچه اسرائیلات در تفاسیر وجود دارد اما در تفسیر ابوالفتوح رازی که تنها مرجع جرجانی بوده‌است این مسئله بیشتر به چشم می‌خورد.

## چاپ
میرجلال الدین محدّث ارموی نخستین بار، تفسیر گازر را در ده مجلد از ۱۳۳۷ تا ۱۳۴۱ ش به چاپ رساند.